# Venenstern

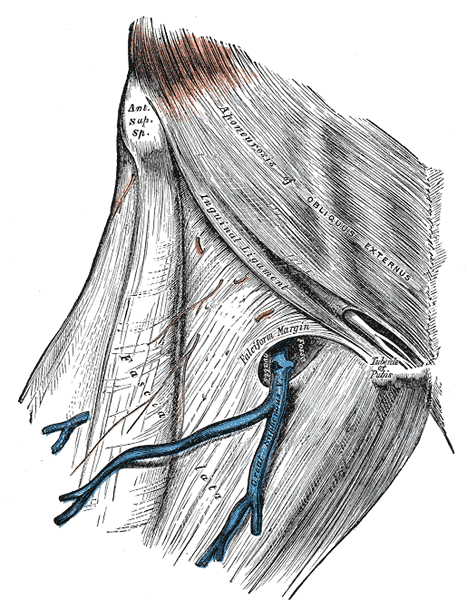
Vena saphena magna und Vena saphena accessoria lateralis et medialis bei der Einmündung im Hiatus saphenus

Der Venenstern („Magna Crosse“) ist eine vor der Einmündung in den Hiatus saphenus entstehende Verbindung mehrerer Perforans-Venen der unteren Extremität.
Im Venenstern vereinigen sich die oberflächlichen (epifaszialen) Beinvenen der unteren Extremität mit der tiefen, letztlich ableitenden Vena femoralis. Durch Venenklappen ist sichergestellt, dass das Blut in Richtung des tiefen Venensystems fließt. Neben der Vena saphena magna fließen drei bis zehn epifasziale Venen aus dem Bereich des Oberschenkels und des äußeren Genitales hinzu. Im Hiatus saphenus münden die Venen zusammen in die Vena femoralis. An der Stelle der Einmündung ist die Fascia lata als Fascia cribrosa lockerer und durchlässiger ausgebildet. Zu den potentiell einmündenden Venen gehören:
- Vena saphena magna
- Vena pudendae externae (Zufluss aus dem Genitalbereich)
- Vena pudenda profunda
- Vena epigastrica superficialis (gehört zum portokavalen Kollateralkreislauf)
- Vena circumflexa iliaca superficialis (Einzugsgebiet ist die Haut unterhalb des Ligamentum inguinale)

In der Regel sind es zwei bis vier Venen, die in den Venenstern münden, hier besteht eine hohe individuelle Variabilität.